# Herbert Stothart
Herbert Stothart (Milwaukee, Wisconsin, 11 de setembre de 1885 − Los Angeles, Califòrnia, 1 de febrer de 1949) fou un compositor, arranjador i director d'orquestra estatunidenc. Va ser nominat per a nou premis Oscar, guanyant el de la millor banda sonora per El màgic d'Oz.

## Vida i carrera
Herbert Stothart va néixer a Milwaukee, Wisconsin. Va estudiar música a Europa i a la "University of Wisconsin–Madison", on més tard va ensenyar.
Stothart va ser contractat per primera vegada pel productor Arthur Hammerstein per ser director musical per a companyies de gira d'espectacles de Broadway, i aviat va escriure música per al nebot del productor, Oscar. Hammerstein II. Va compondre música per a la famosa opereta, Rose-Marie. Stothart aviat es va unir amb molts compositors famosos com Vincent Youmans, George Gershwin i Franz Lehár. Stothart va aconseguir un èxit de pop-gràfic amb estàndards com "Cute Little Two by Four", "Wildflower", "Bambalina", "The Mounties", "Totem Tom-Tom", "Why Shouldn’t We?", "Fly Away", "Song of the Flame", "The Cossack Love Song", "Dawn", "I Wanna Be Loved by You", "Cuban Love Song", "The Rogue Song" and "The Donkey Serenade."
L'any 1929 va marcar el final de l'era del pel·lícula mudas. Poc després de completar el seu últim musical Golden Dawn amb Emmerich Kálmán, Oscar Hammerstein i Otto Harbach, Stothart va rebre una invitació de Louis B. Mayer per traslladar-se a Hollywood, cosa que va acceptar. El 1929, Stothart va signar un gran contracte amb la MGM.
Els següents vint anys de la seva vida els va passar als MGM Studios, on va formar part d'un grup d'elit de compositors de Hollywood. Entre les moltes pel·lícules en què va treballar hi havia la famosa 1936 versió de Rose-Marie, protagonitzada per Jeanette MacDonald i Nelson Eddy. Va dirigir i escriure cançons i partitures per a les pel·lícules The Cuban Love Song, The Good Earth, Romeo and Juliet, Mutiny on the Bounty (Rebel·lió a bord, film 1935), Mrs. Miniver, The Green Years and The Picture of Dorian Gray (film 1945). La seva producció incloïa els Germans Marx Night at the Opera, el Leo Tolstoi drama romàntic Anna Karènina, dos drames de Charles Dickens (A Tale of Two Cities i David Copperfield). El Mutiny on the Bounty, li va valer la seva primera nominació a l'Acadèmia. Va guanyar un Oscar per la seva partitura musical per a la pel·lícula de 1939 El màgic d'Oz (pel·lícula) (The Wizard of Oz).
Herbert Stothart va passar tota la seva carrera a Hollywood a MGM. El 1947, va patir un atac cardíac mentre visitava Escòcia, i després va compondre una peça orquestral (Heart Attack: A Symphonic Poem), basada en les seves tribulacions. Va treballar en un altre (Voices of Liberation), encarregat pel Roger Wagner Chorale, quan va morir dos anys més tard de càncer als 63 anys. Està enterrat al cementiri de Glendale's Forest Lawn Memorial Park.

## Treballs
Treballs on Herbert Stothart està acreditat com a compositor:
- Devil-May-Care (1929)
- Rasputin and the Empress (1932)
- The Barretts of Wimpole Street (1934)
- What Every Woman Knows (1934)
- La viuda alegre (The Merry Widow) (1934)
- Outcast Lady (1934)
- L'illa del tresor (Treasure Island) (1934)
- Anna Karenina (1935)
- China Seas (1935)
- David Copperfield (1935)
- Rebel·lió a bord (Mutiny on the Bounty) (1935)
- Naughty Marietta (només banda sonora) (1935)
- Una nit a l'òpera (A Night at the Opera) (1935)
- A Tale of Two Cities (1935)
- After the Thin Man (1936)
- The Good Earth (1937)
- Idiot's Delight (1939)
- El màgic d'Oz (The Wizard of Oz) (1939)
- Broadway Serenade (1939)
- El pas del nord-oest (Northwest Passage) (1940)
- Pride and Prejudice (1940)
- Blossoms in the Dust (1941)
- Mrs. Miniver (1942)
- The Human Comedy (1943)
- Madame Curie (1943)
- El foc de la joventut (National Velvet) (1944)
- Thirty Seconds Over Tokyo (1944)
- Dragon Seed (1944)
- The White Cliffs of Dover (1944)
- The Picture of Dorian Gray (1945)
- They Were Expendable  (1945)
- The Green Years (1946)
- El despertar (The Yearling) (arranjaments) (1946)
- The Sea of Grass (1947)
- Els tres mosqueters (The Three Musketeers) (1948)

## Premis i nominacions

### Premis
- 1940: Oscar a la millor banda sonora per El màgic d'Oz

### Nominacions
- 1939: Oscar a la millor banda sonora per Sweethearts
- 1939: Oscar a la millor banda sonora per Marie Antoinette
- 1941: Oscar a la millor banda sonora per Waterloo Bridge
- 1942: Oscar a la millor banda sonora per The Chocolate Soldier
- 1943: Oscar a la millor banda sonora per Random Harvest
- 1944: Oscar a la millor banda sonora per Thousands Cheer
- 1944: Oscar a la millor banda sonora per Madame Curie
- 1945: Oscar a la millor banda sonora per Kismet
- 1946: Oscar a la millor banda sonora per The Valley of Decision